# Amtsgericht Hungen
Das Amtsgericht Hungen war von 1879 bis 1934 ein hessisches Gericht mit Sitz in Hungen.

## Geschichte

### Gründung
Am 1. Oktober 1879 wurde das Amtsgericht Hungen gegründet. Anlass war das Gerichtsverfassungsgesetz von 1877, das die Gerichtsverfassung im Deutschen Reich vereinheitlichte und nun auch im Großherzogtum Hessen umgesetzt wurde. Funktional ersetzte es das gleichzeitig aufgelöste Landgericht Hungen. Das neue Amtsgericht wurde dem Bezirk des ebenfalls neu errichteten Landgerichts Gießen zugeordnet.

### Weitere Entwicklung
Mit Wirkung vom 1. Januar 1882 wurden die Gemeinden Bettenhausen und Langsdorf dem Amtsgericht Lich und die Gemeinde Villingen dem Amtsgericht Laubach zugeteilt.

### Ende
Am 1. Juni 1934 wurde das Amtsgericht Hungen aufgelöst und die örtliche Zuständigkeit für die Gemeinden aus dessen Bezirk auf die umliegender Amtsgerichte verteilt (siehe Übersicht).

## Bezirk
| Gemeinde      | Herkunft           | Zugang | Abgang 1882 / Anmerkung | Verbleib nach 1938    |
| ------------- | ------------------ | ------ | ----------------------- | --------------------- |
| Bellersheim   | Landgericht Hungen | 1879   |                         | Amtsgericht Nidda     |
| Berstadt      | Landgericht Hungen | 1879   |                         | Amtsgericht Friedberg |
| Bettenhausen  | Landgericht Hungen | 1879   | Amtsgericht Lich        |                       |
| Feldheim      |                    | 1879   | Feldgemarkung/Wüstung   |                       |
| Hof Graß      | Landgericht Hungen | 1879   |                         | Amtsgericht Nidda     |
| Hungen        | Landgericht Hungen | 1879   |                         | Amtsgericht Nidda     |
| Inheiden      | Landgericht Hungen | 1879   |                         | Amtsgericht Nidda     |
| Langd         | Landgericht Hungen | 1879   |                         | Amtsgericht Nidda     |
| Langsdorf     | Landgericht Hungen | 1879   | Amtsgericht Lich        |                       |
| Nonnenroth    | Landgericht Hungen | 1879   |                         | Amtsgericht Laubach   |
| Obbornhofen   | Landgericht Hungen | 1879   |                         | Amtsgericht Nidda     |
| Rodheim       | Landgericht Hungen | 1879   |                         | Amtsgericht Nidda     |
| Steinheim     | Landgericht Hungen | 1879   |                         | Amtsgericht Nidda     |
| Trais-Horloff | Landgericht Hungen | 1879   |                         | Amtsgericht Nidda     |
| Utphe         | Landgericht Hungen | 1879   |                         | Amtsgericht Nidda     |
| Villingen     | Landgericht Hungen | 1879   | Amtsgericht Laubach     |                       |
| Wohnbach      | Landgericht Hungen | 1879   |                         | Amtsgericht Friedberg |